# 피나투보산
피나투보산은 필리핀 루손섬 중북부의 잠발레스산맥에 있는 성층 화산이다. 잠발레스주, 타를라크주, 팜팡가주의 삼합점에 있으며, 1991년 초 분화 전 화산 활동이 있기 전까지는 대부분의 사람들이 화산 분화 이력을 알지 못했다. 수천 명의 원주민 아에타족이 살던 울창한 숲은 피나투보를 심하게 침식시키고 가렸다.
피나투보는 VEI-6 등급의 1991년 6월 15일 분화로 유명하며, 이는 1912년 알래스카주 노바룹타산 분화 이후 20세기 두 번째로 큰 육상 분화이다. 1991년 분화는 태풍 유냐가 필리핀에 상륙하는 시기와 겹쳐, 근처 마을과 도시에 위험한 화산재와 비가 섞여 내렸다. 조기에 분화 예측으로 수만 명이 대피하여 많은 생명을 구했다. 분화는 화산쇄설류, 화산재 낙하, 나중에 빗물이 화산 퇴적물을 재이동시켜 발생한 화산이류로 주변 지역에 심각한 피해를 입혔다. 이러한 파괴는 기반 시설에 영향을 미치고 수년 동안 강줄기를 변경했다. 칼데라 내부에서 소규모 종상 화산 형성 분화가 1992년부터 1993년까지 계속되었다.
1991년 분화는 전 세계적인 영향을 미쳤다. 약 10십억 tonne (1.1×1010 쇼트톤) 또는 10 km3 (2.4 cu mi)의 마그마를 방출하여 많은 양의 광물과 유독 금속을 지표면으로 가져왔다. 또한 20백만 tonne (22백만 쇼트톤)의 이산화 황을 방출했다. 이는 1883년 크라카타우산 분화 이후 가장 많은 미립자를 성층권으로 분출한 것이다. 다음 몇 달 동안 에어로졸은 전 세계적인 황산 연무층을 형성했다. 1991년부터 1993년까지 지구 기온은 약 0.5 °C 하락했으며, 오존홀은 일시적으로 크게 증가했다.

## 지리

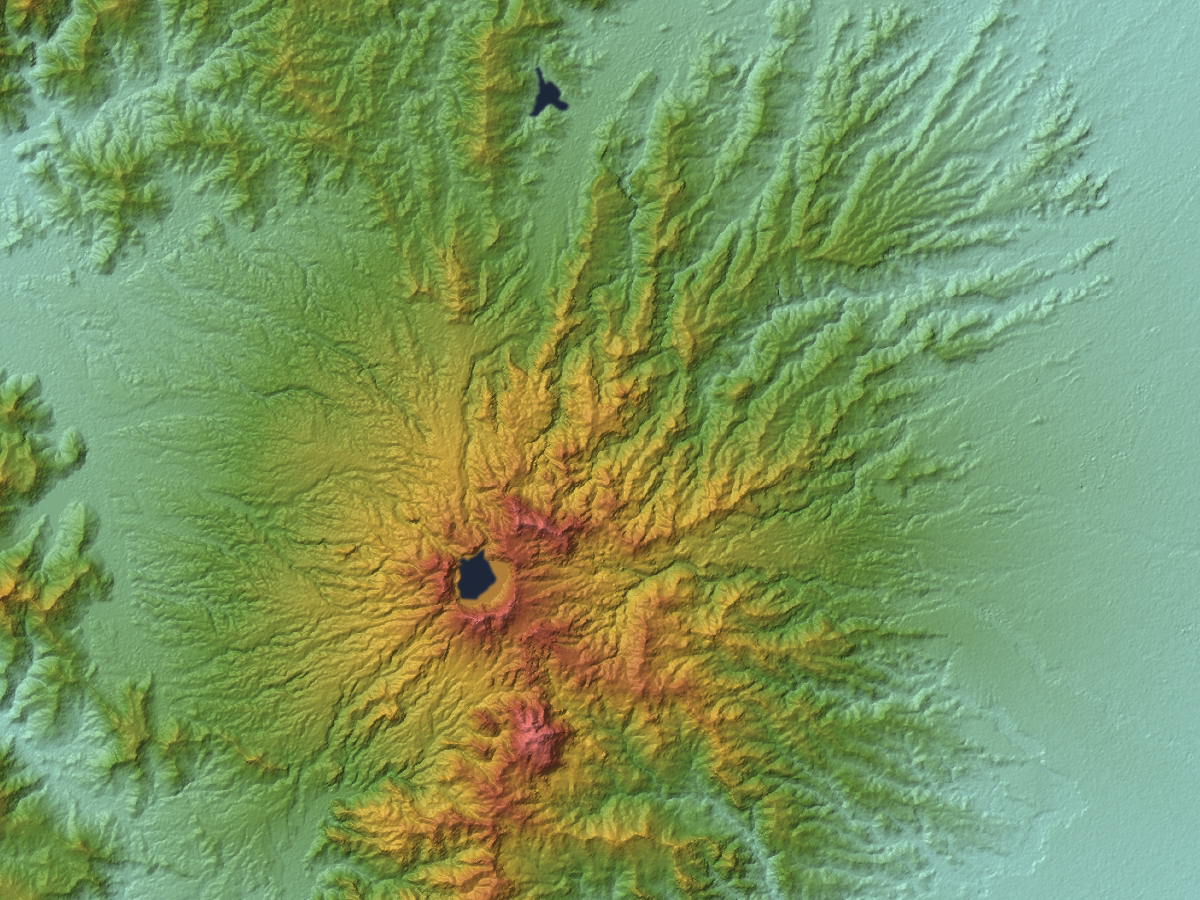
피나투보산 지형도

피나투보 화산은 필리핀의 수도인 마닐라에서 북서쪽으로 약 87 km 떨어져 있다. 피나투보산 근처에는 미국이 유지했던 옛 군사 기지가 있다. 미국 수빅만 해군 기지는 피나투보 남쪽으로 37 km 떨어져 있었고, 클라크 공군기지는 화산 정상에서 동쪽으로 불과 14 km 떨어진 곳까지 확장되어 있었다. 이 화산은 약 600만 명의 인구와 가깝다.

## 역사
1991년 분화 이전에도 피나투보산은 돌출높이가 거의 없었다. 해발 1,745 m에 불과했으며, 근처 평야보다 약 600 m 높고, 주변 봉우리보다 약 200 m밖에 높지 않아 대부분 시야에 가려져 있었다. 이 화산은 루손섬 서쪽을 따라 뻗어 있는 잠발레스산맥이라는 화산대의 일부이다.
피나투보는 카부실란산맥의 일부인 잠발레스산맥에 속하며 각각 쿠아드라도산, 네그론산, 마타바산, 피나투보산으로 구성된다. 이들은 서쪽의 마닐라 해구를 따라 필리핀 변동대 아래로 유라시아판이 미끄러져 들어가면서 형성된 섭입 화산이다. 피나투보산과 이 화산대의 다른 화산들은 이 섭입 판 경계에서 마그마가 폐색되어 발생한다.
피나투보는 서쪽으로 잠발레스 오피오라이트 복합체와 접해 있는데, 이는 후기 올리고세에 융기된 에오세 해양 지각의 동쪽으로 경사진 부분이다. 피나투보의 북쪽, 동쪽, 남동쪽에 있는 타를라크 지층은 후기 마이오세와 플라이오세에 형성된 해양, 비해양, 화산 쇄설 퇴적물로 구성되어 있다.
1991년 활동 이전 피나투보산에 대한 가장 최근의 연구는 1983년과 1984년에 F. G. 델핀이 필리핀 국영 석유회사를 위해 수행한 종합적인 지질학적 연구로, 1988년부터 1990년까지 지열 에너지원 탐사 시추 및 시추정 시험에 앞선 표면 조사의 일환이었다. 그는 산의 두 가지 생애사를 "조상" 피나투보와 "현대" 피나투보로 분류했다.

### 선대 피나투보

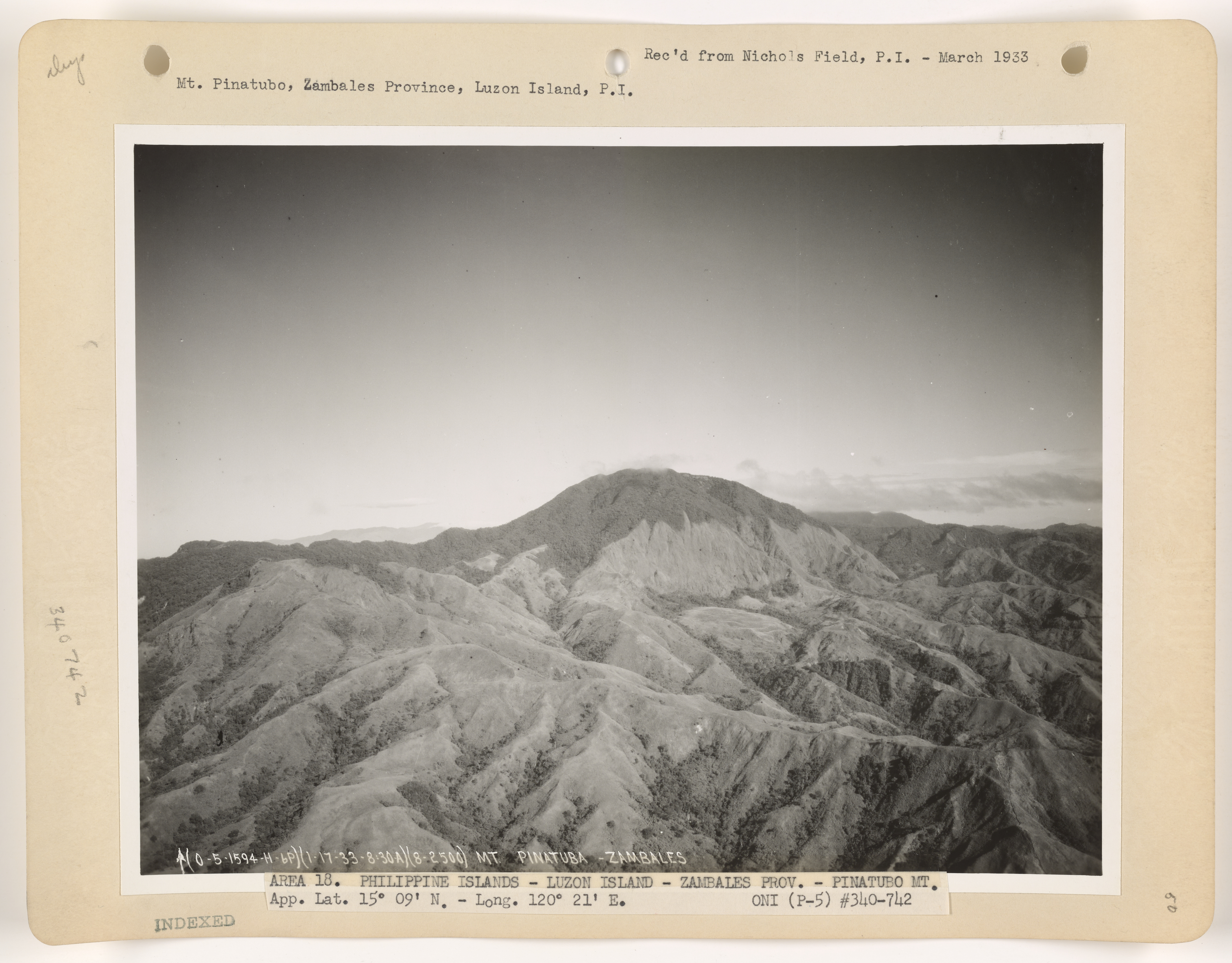
1991년 분화 이전의 피나투보산 항공 사진. 1933년 3월 촬영

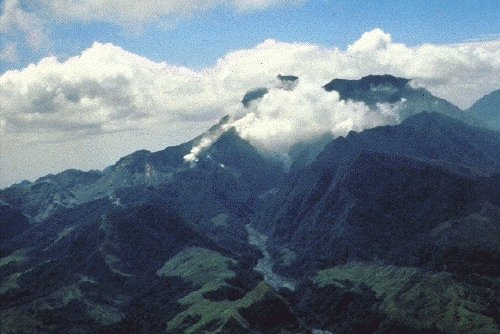
1991년 4월 피나투보산. 분화 약 두 달 전 촬영.

선대 피나투보의 활동은 약 110만 년 전부터 시작되어 "현대" 피나투보가 탄생하기 수만 년 또는 그 이전까지 지속되었을 것으로 보인다. 현재 화산 주변의 험준한 지형 대부분은 "선대" 피나투보의 잔해로 이루어져 있다. 이 화산은 안산암과 데이사이트로 이루어진 성층 화산으로, 분화 활동은 현대 피나투보보다 훨씬 덜 폭발적이었다. 그 중심은 대략 현재 화산이 있는 곳이었다. 남은 하단 경사를 기준으로 추정된 산의 높이는 만약 단일 봉우리였다면 해발 2,300 m까지 도달했을 것이고, 봉우리가 여러 개였다면 더 낮았을 것이다.
이 오래된 화산은 델핀이 타야완 칼데라라고 부르는 폭 3.5x4.5 km의 오래된 칼데라 벽에 노출되어 있다. 근처 봉우리 중 일부는 선대 피나투보의 잔해로, 오래된 산 경사의 부드러운 부분이 풍화로 침식되어 남은 부분이다. 선대 피나투보는 현대 피나투보를 새로운 원뿔로 가진 소마 화산이다. 동쪽에 있는 도르스트산은 선대 피나투보의 경사면의 일부이다. 현대 피나투보 근처의 여러 산은 선대 피나투보의 오래된 위성 분화구로, 화산 플러그와 종상 화산을 형성한다. 이 위성 분화구들은 아마도 선대 화산과 거의 같은 시기에 활동했을 것으로 보이며, 네그론산, 쿠아드라도산, 마타바산, 비투인 및 타풍호 플러그의 돔을 포함한다.

### 현대 피나투보
- 기원전 약 79,000년경:[21] 오랜 휴지기 후, 현대 피나투보는 선대 피나투보의 격변적이고 가장 폭발적인 분화로 탄생했으며, 이는 1991년 6월 분화보다 5배 더 컸을 것으로 추정된다. 이 분화는 화산 주변에 최대 25 km3 (6.0 cu mi)의 화산쇄설류 물질을 최대 100 m 두께로 퇴적시켰다. 이 분화 동안 분출된 화산 물질의 총량은 알려져 있지 않다. 기저의 마그마굄에서 너무 많은 물질이 제거되면서 타야완 칼데라가 형성되었다. 이 분화로 시작된 격렬한 분출기는 델핀에 의해 1991년 분화로 파괴된 마을의 이름을 따서 이나라로 분출기라고 불린다.[17]

현대 피나투보의 이후 분화는 간헐적으로 발생했으며, 그 사이의 휴지기보다 훨씬 짧은 기간 동안 지속되었다. 후속 분화 및 분출기는 대략 다음과 같이 발생했다.
- 기원전 약 15,000년경 (사코비아 분출기)
- 기원전 약 7000년경 (파스불 분출기). 이 분화는 이나라로 분화만큼 대규모는 아니었지만 에너지는 비슷했다.
- 기원전 약 4000년-3000년경 (크로밸리 분출기). 이 시기와 마라-우놋 시기의 분화는 이나라로 분화보다 작았지만, 화산쇄설류의 유출 거리와 골짜기 충진 깊이를 기준으로 1991년 분화보다 약 2~3배 컸다.
- 기원전 약 1900년-300년경 (마라-우놋 분출기)
- 서기 약 1500년경 (부아그 분출기). 이 분화는 대략 1991년 분화와 비슷한 규모였다.

이들 각 분화는 매우 컸던 것으로 보이며, 10 km3 (2.4 cu mi) 이상의 물질을 분출하고 주변 지역의 넓은 부분을 화산쇄설류 퇴적물로 덮었다. 일부 분출기는 수십 년, 길게는 수세기까지 지속되었을 수 있으며, 여러 차례의 대규모 폭발적 분화를 포함했을 수 있다.
각 분출기에서 분화의 최대 규모는 현대 피나투보의 35,000년 이상의 역사 동안 작아지고 있지만, 이는 오래된 퇴적물의 침식과 매장의 결과일 수 있다. 현대 피나투보의 가장 오래된 분화인 이나라로는 또한 가장 큰 분화였다.
1991년 분화는 지질 기록상 가장 작은 분화 중 하나였다.
화산은 분화 사이에 크게 성장한 적이 없는데, 이는 주로 불용성이고 쉽게 침식되는 퇴적물을 생성하고 주기적으로 분출구를 채우는 점성 돔을 파괴하기 때문이다. 부아그 분화(서기 약 1500년) 이후 화산은 휴지기에 들어갔고, 그 경사면은 빽빽한 우림으로 완전히 덮여 개울과 골짜기로 침식되었다. 그러나 부아그 분화와 현재 분출기 사이의 약 500년 휴지기는 지질 역사상 알려진 더 짧은 휴지기 중 하나이다.

#### 1991년 분화

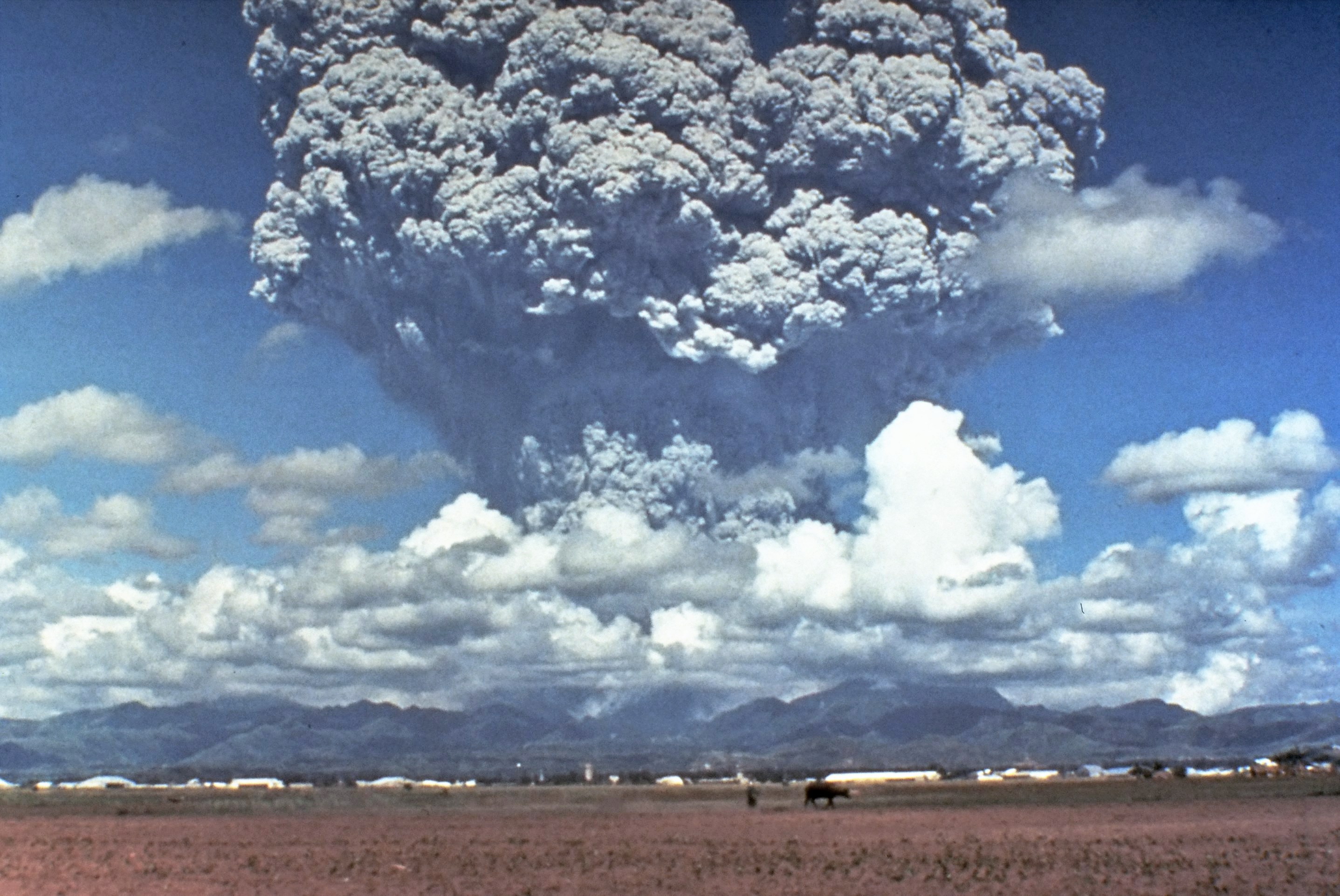
1991년 6월 12일, 격변적 분화 3일 전 피나투보산의 분연주

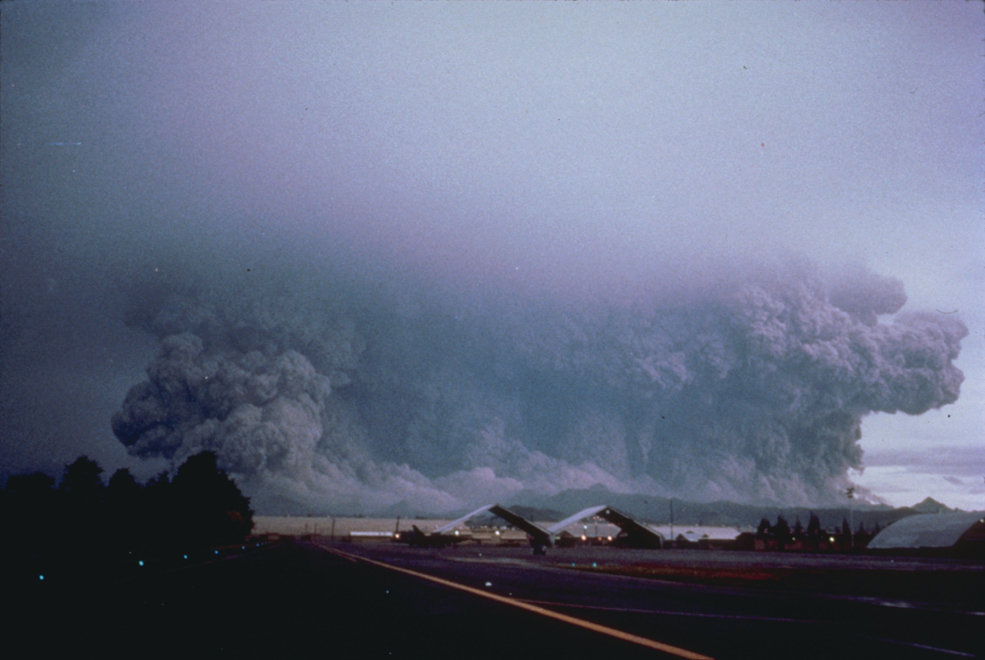
1991년 6월 15일 클라크 공군기지에서 서쪽으로 본 피나투보의 대규모 분화. 6월 15일~16일 격변적 단계는 15시간 이상 지속되었고, 약 높이까지 화산쇄설물을 분출했으며, 대량의 화산쇄설류를 생성하고 옛 정상부에 칼데라를 남겼다. 나중에 "검은 토요일"라고 불린 어둠의 날은 36시간 동안 이어졌다.

6월 12일 03:41 PST에 발생한 작은 폭발은 분화의 새롭고 더욱 격렬한 단계의 시작을 알렸다. 몇 시간 후 같은 날, 약 30분간 지속된 거대한 폭발은 거대한 분연주를 생성했는데, 이는 빠르게 19 km 이상의 높이에 도달했으며, 일부 강 골짜기에서 정상으로부터 최대 4 km까지 뻗어 나가는 대규모 화산쇄설류를 생성했다. 14시간 후, 15분간의 폭발은 화산 물질을 24 km 높이까지 내뿜었다. 솟아오르는 화산재 기둥의 마찰로 인해 풍부한 화산뢰가 발생했다.
1991년 3월과 4월, 피나투보 지하 32 km 이상에서 지표면으로 상승하는 마그마는 작은 화산성 지진을 유발했고, 화산 북쪽 측면에 3개의 화구를 폭파시킨 강력한 수증기 분화를 일으켰다. 4월, 5월, 6월 초 내내 피나투보 지하에서 수천 건의 작은 지진이 발생했으며, 화산에서 수천 톤의 유독한 이산화 황 가스도 배출되었다.
6월 7일부터 12일까지, 첫 번째 마그마가 피나투보산 지표면에 도달했다. 지표면으로 이동하는 동안 대부분의 가스를 잃었기 때문에, 마그마는 흘러나와 종상 화산을 형성했지만 폭발적인 분화를 일으키지는 않았다. 그러나 6월 12일, 수백만 입방야드의 가스가 풍부한 마그마가 지표면에 도달하여 재활동하는 화산의 첫 번째 장엄한 분화로 폭발했다.
더욱 많은 가스가 충전된 마그마가 6월 15일 피나투보 지표면에 도달하자, 화산은 5 km3 (1.2 cu mi) 이상의 물질을 분출하는 격변적인 분화로 폭발했다. 이 격변적 분화의 화산재 구름은 대기 중으로 35 km까지 솟아올랐다. 낮은 고도에서는 우연히 발생한 태풍의 강렬한 저기압성 바람으로 화산재가 사방으로 날아갔고, 높은 고도에서는 바람이 화산재를 남서쪽으로 불어냈다. 화산재와 더 큰 경석 화산력이 시골을 덮었다. 미세한 화산재는 인도양까지 멀리 떨어져 내렸고, 위성은 화산재 구름이 지구를 여러 번 돌았음을 추적했다.
거대한 화산쇄설류가 피나투보산 비탈을 따라 흘러내려 한때 깊었던 골짜기를 최대 200 m 두께의 새로운 화산 퇴적물로 채웠다. 분화로 인해 화산 아래에서 너무 많은 마그마와 암석이 제거되어 정상부가 붕괴하여 폭 2.5 km의 칼데라를 형성했다.
1991년 6월 15일의 격변적 분화 이후, 화산 활동은 훨씬 낮은 수준으로 계속되었으며, 지속적인 화산재 분화는 1991년 8월까지 이어졌고, 간헐적인 분화는 한 달 더 지속되었다.

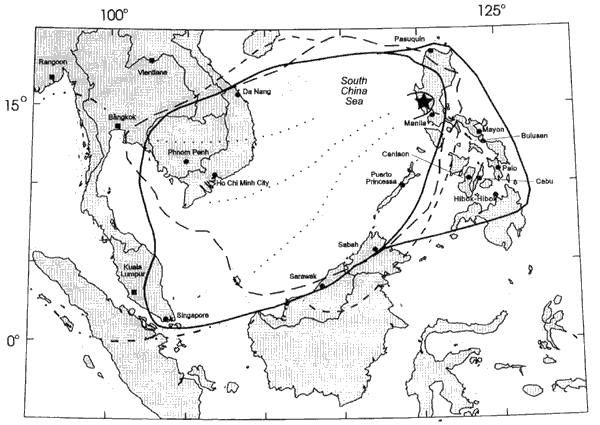
피나투보산의 위치와 1991년 분화로 인한 지역 화산재 낙하 범위

#### 이후의 분화

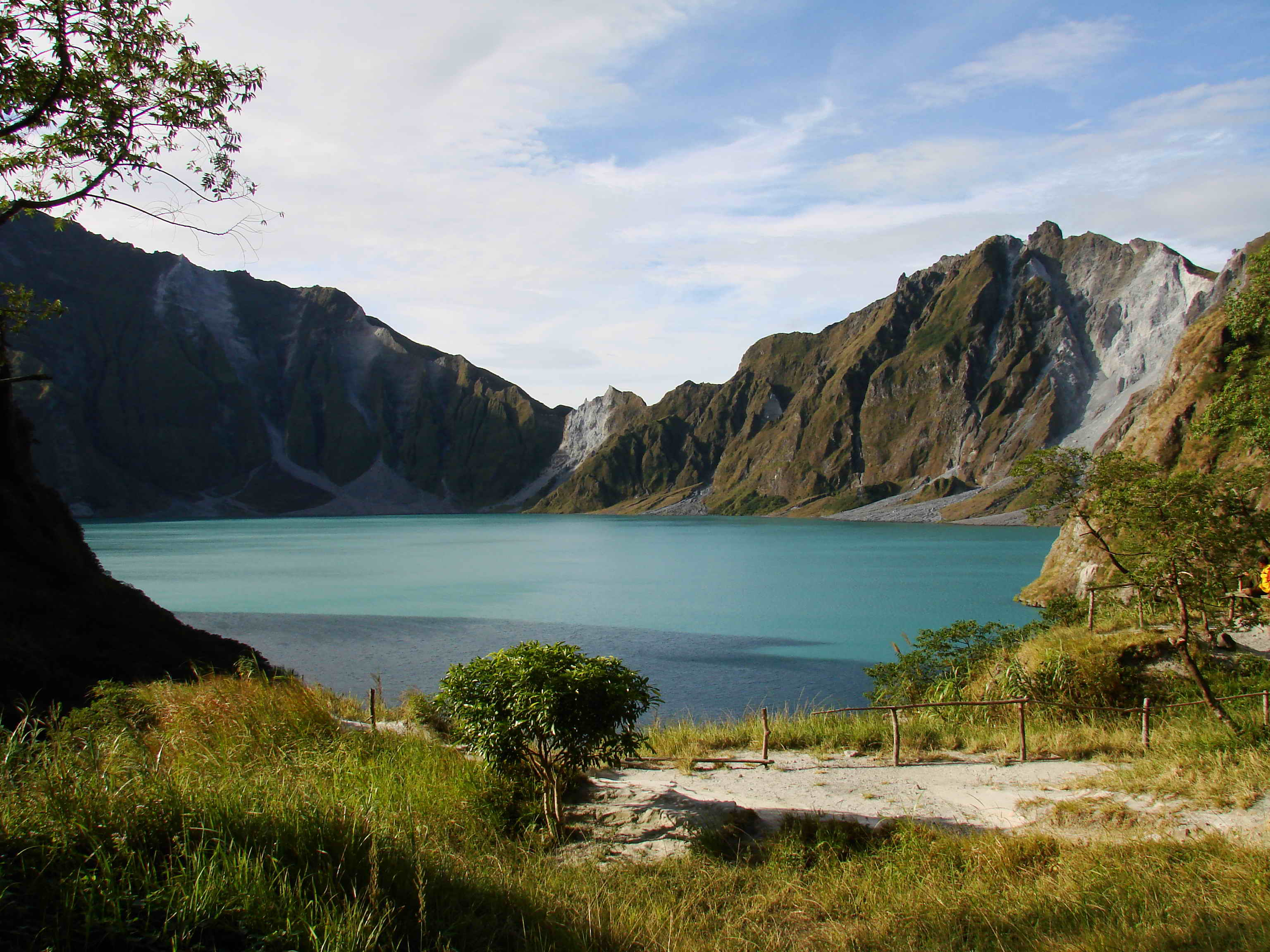
2008년 사진에 찍힌 피나투보호, 1991년 분화로 생긴 화산호

1992년 7월 새 종상 화산이 칼데라 내에서 성장하기 시작할 때까지 화산 활동은 낮게 유지되었다. 화산학자들은 추가적인 격렬한 분화가 가능할 수 있다고 의심했고, 일부 지역은 대피했다. 그러나 그 분화는 단지 소규모였다. 피나투보산의 마지막 분화는 1993년에 일어났다.

#### 피나투보호

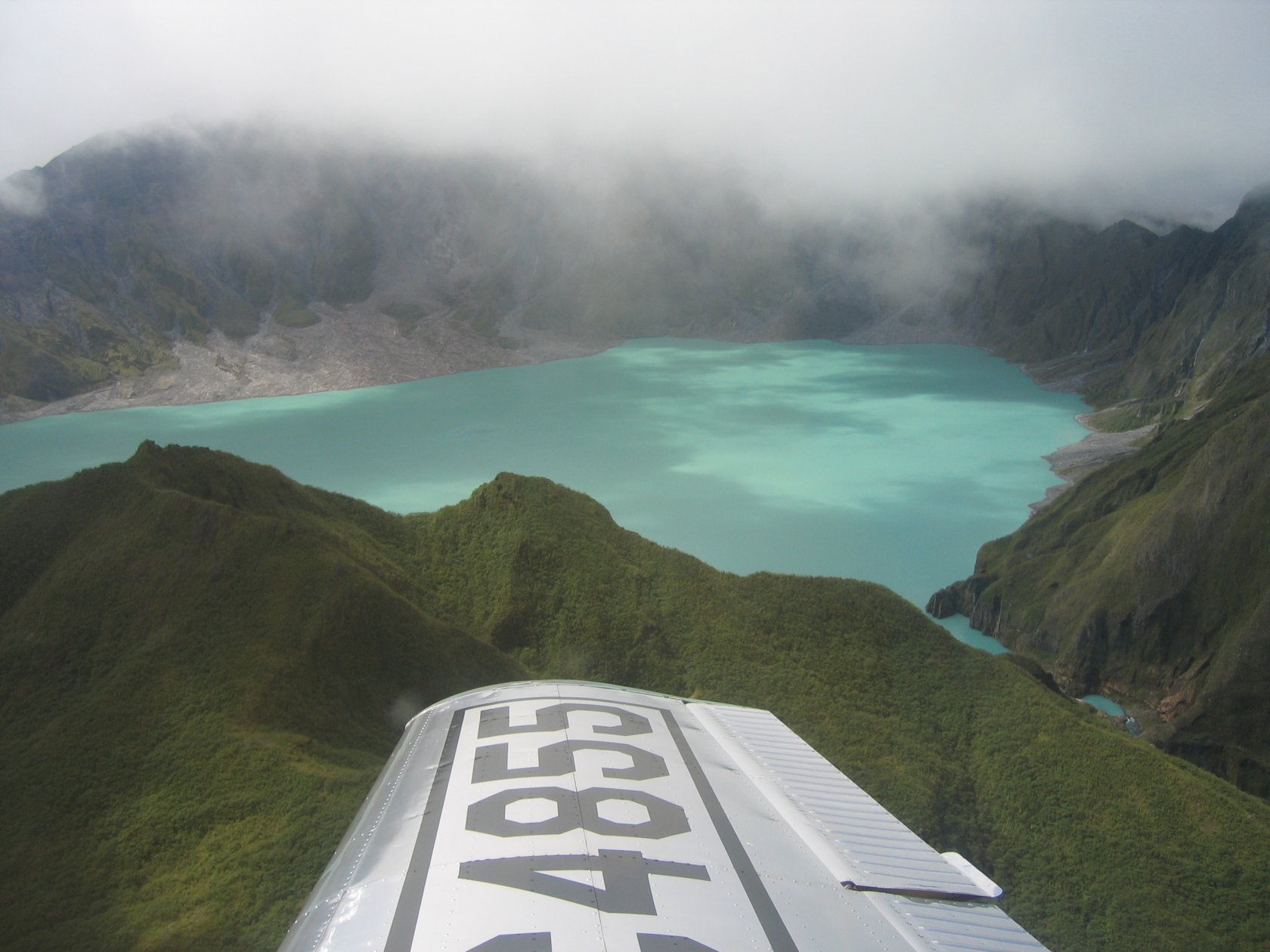
2006년에 찍힌 피나투보산과 피나투보호의 항공 사진

1991년 이후 칼데라는 연간 몬순 비로 물이 채워져 화산 분화구 호수인 피나투보호가 형성되었다. 1992년에는 성장하는 종상 화산이 섬을 형성했지만, 결국 호수에 잠겼다. 처음에는 호수가 뜨겁고 매우 산성이었으며, 최소 pH 2에 약 40 °C의 온도였다. 이후의 강우로 호수는 식고 희석되어 2003년까지 온도가 26 °C로 낮아지고 pH는 5.5로 높아졌다.
호수는 평균적으로 한 달에 약 1 m씩 깊어져 결국 종상 화산을 잠기게 했으나, 2001년 9월 분화구 벽이 불안정할 수 있다는 우려가 제기되면서 필리핀 정부는 호수의 통제된 배수를 명령했다. 만약 대규모 홍수가 실수로 발생할 경우를 대비해 주변 지역에서 약 9,000명이 다시 대피했다. 작업자들은 분화구 가장자리에 5 m 깊이의 틈을 내어 호수 부피의 약 4분의 1을 배수했다.

### 최근 활동
2002년 7월 10일, 화구 서쪽 벽이 붕괴되어 약 160백만 세제곱미터 (5.7×109 cu ft)의 물과 퇴적물이 잠발레스주 보톨란의 마라루놋강으로 천천히 방출되었다.
2011년 7월 26일, 규모 M5.9의 지진이 피나투보 근처를 강타했지만, 큰 피해나 인명 피해는 보고되지 않았다.
2021년 3월 4일, 필리핀 화산 지진학 연구소(PHIVOLCS)는 피나투보산의 지진 활동 증가를 보고한 후 경보 수준을 1단계로 상향 조정했다. 2021년 1월 이후 화산 주변에서 1,722건의 화산 지진이 기록되기도 했다.
2021년 8월 11일, 필리핀 화산 지진학 연구소는 피나투보산의 경보 수준을 1단계에서 0단계로 하향 조정했는데, 이는 "지진 활동의 지속적인 감소와 기준 지진값으로의 복귀" 때문이었다.
PHIVOLCS는 화산 지진이 "상당히 감소"했으며, 2021년 7월 1일부터 8월 1일까지 총 104건의 지진 또는 하루 평균 2~3건의 지진이 기록되었다고 밝혔다.
2021년 11월 30일, PHIVOLCS는 피나투보산에서 12시 9분부터 12시 13분 사이에 약한 폭발이 발생하여 연기를 뿜어냈다고 보고했다. 이 기관은 나중에 이것이 마그마 분출이 아닌 지표면 근처의 열수 유체로 생성된 수증기 분화임을 확인했다.

## 문화 역사
피나투보라는 단어는 삼발어와 타갈로그어로 "작물을 재배할 수 있는 비옥한 장소" 또는 "자라게 하다"를 의미할 수 있으며, 이는 약 1500년경의 이전 분화에 대한 지식을 시사할 수 있다. 이전의 대규모 분화에 대한 민간 전승을 암시하는 지역 구전 전통이 있다. 고대 전설에 따르면 바코바코(Bacobaco)라는 무시무시한 바다 정령이 거대한 거북이로 변신하여 입에서 불을 뿜을 수 있었다고 한다. 전설에서 바코바코는 정령 사냥꾼들에게 쫓기자 산으로 도망쳐 정상에 큰 구멍을 파고 사흘 동안 주변 땅에 바위, 진흙, 먼지, 불을 쏟아냈으며, 너무나 크게 울부짖어 땅이 흔들렸다.

### 아에타족의 역사
아에타족 장로들은 산의 역사에 대한 많은 이야기를 들려주는데, 가장 잘 알려진 것은 한때 바퉁 마비에(Batung Mabye, 카팜팡안어로 "살아있는 돌")였다는 것이다. 이는 불쾌한 마법사가 왕국에 심었으나 영웅이 옮겼다고 한다. 산은 곧 잠발레스 산맥에 사는 삼발족, 아에타족, 카팜팡안족의 이교 신인 아포 나말리아리("사건의 주님")의 거처가 되었다.
이 산은 아라야트산의 시누쿠안(카팜팡안족의 신)이 나말리아리의 강력한 경쟁자가 될 때까지 전체 산맥을 구성했다고 한다. 중앙 평원에서 벌어진 그들의 싸움은 산을 더 작은 몸으로 부서뜨렸고 아라야트산은 중앙 봉우리를 잃었다. 다른 이야기에서는 피나투보 봉우리가 나말리아리의 엄청난 분노로 인해 산산조각 났는데, 이는 인간에게 공포의 의미를 가르치고 잘못된 행동이 어떻게 처벌될 것인지를 보여주기 위한 시도였다.
원주민 장로에 따르면, 아포 나말리아리는 불법 벌목꾼과 1988년부터 1990년까지 지열 에너지를 찾아 화산에서 깊은 탐사 시추 및 시추정 테스트를 수행한 필리핀 국영 석유회사 임원에 대한 불만 때문에 1991년 6월 분화를 유발했다고 한다. 시추 결과가 실망스러워 1991년 4월 2일 폭발 13개월 전에 이 사업은 포기되었다.

## 아에타족에게 부여된 피나투보 소유권
1991년 피나투보산 분화로 인해 피난을 갔던 팜팡가주의 아에타족 454가구는 2009년 5월 필리핀 원주민 문제 담당 정부 기관인 필리핀 토착민 위원회(NCIP)로부터 피나투보산에 대한 최초의 깨끗한 선조 토지 소유권인 조상 영토 소유권 증서(CADT)를 받았다. 승인 및 선언된 순 토지 면적 7,440.1 ha (74.401 km2)은 팜팡가주 플로리다블랑카의 마와캇과 나부클로드 바랑가이와 잠발레스주 산마르셀리노의 일부, 그리고 잠발레스주 수빅의 바랑가이 바티아완의 일부를 포함한다.
2010년 1월 14일, 잠발레스주의 아에타족 약 7,000가구는 피나투보의 잠발레스주 측을 포함하여 정상과 피나투보 호수를 포함하는 조상 영토 소유권 증서(CADT)를 공식적으로 부여받아 공식적으로 그들의 루탄 투아(선조 토지)가 되었다. 이 조상 영토 소유권은 15,984 ha (159.84 km2)을 포함하며, 보톨란의 부르고스, 빌라르, 모라사, 벨벨 마을과 카방안, 산펠리페, 산마르셀리노 타운의 일부를 포함한다.
선조 영토 소유권은 고대로부터 그들의 관습과 전통에 따라 지속적으로 토지를 점유하거나 소유해 온 특정 공동체나 원주민 집단에게 부여된다. 그들은 다른 사람을 배제하고 집단적으로 토지와 그 천연 자원을 소유하고 향유할 법적 권리가 있다. 토지 소유권이 있으면 원주민 부족에게 보상과 동의 없이 그들의 토지를 착취하는 채굴 회사, 벌목꾼, 최근에는 피나투보산에서 수익을 올리지만 지역 부족에게 보상하지 않는 관광 회사로부터 보호받을 수 있다.

## 대중문화

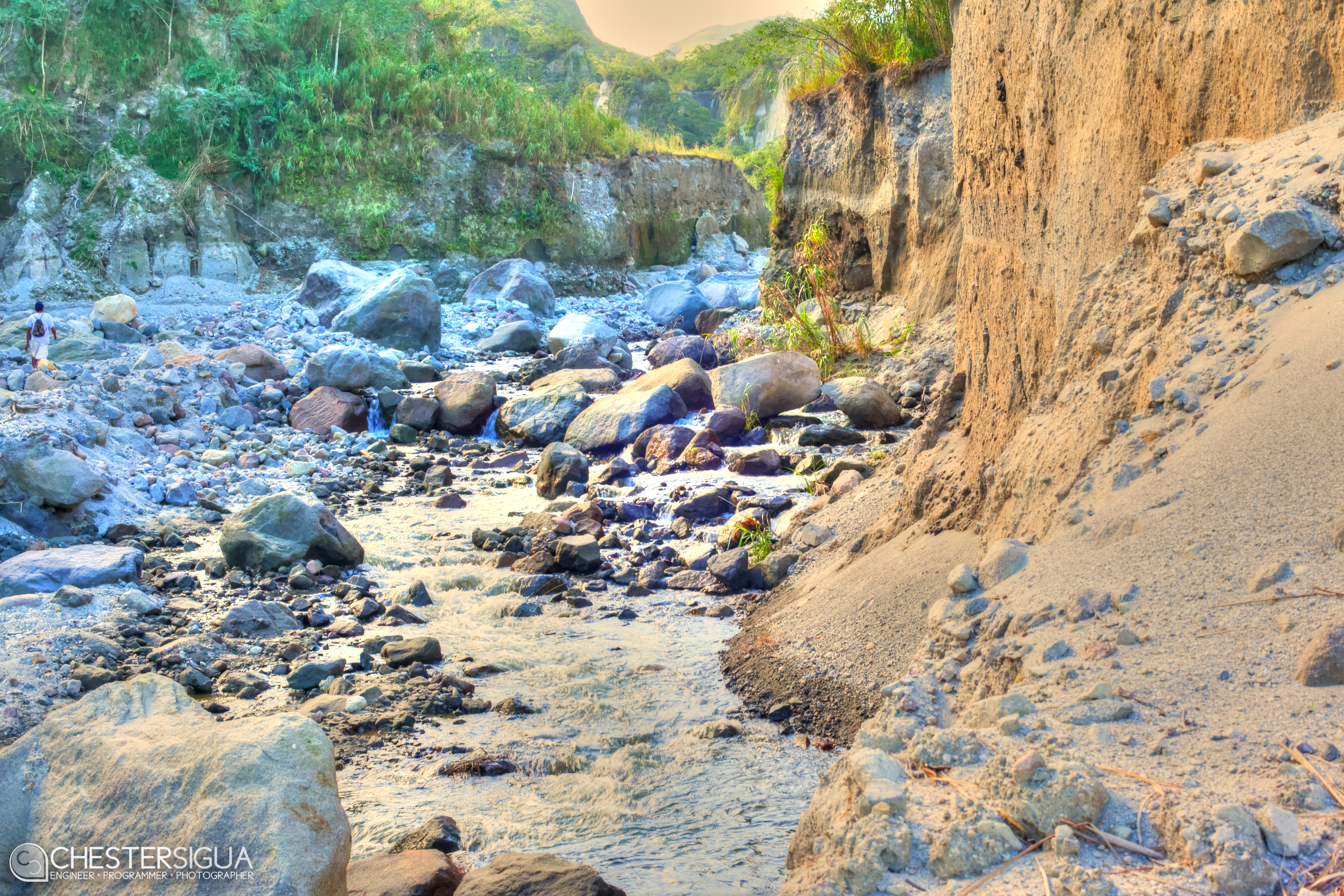
피나투보산 분화구 하이킹

피나투보산이 격변적 분화로 유명해지기 훨씬 전, 필리핀의 대통령 라몬 막사이사이 (잠발레스 출신)는 그의 C-47 대통령 전용기를 피나투보산이라고 명명했다. 이 비행기는 1957년 세부주 마눙갈산에 추락하여 대통령과 탑승자 24명이 사망했다.
피나투보산 칼데라의 형태는 타를라크주 카파스에 있는 뉴 클라크시티 육상경기장에 영감을 주었다.

## 하이킹 활동
칼데라가 형성되고 피나투보호는 1991년 6월 15일 이후 관광 명소가 되었으며, 선호하는 경로는 타를라크주 카파스의 산타 훌리아나 바랑가이를 통과한다.

## 생물 다양성

### 포유류
긴코숲쥐(Apomys sacobianus)는 필리핀 피나투보산에 고유한 설치류 종이다.
잠발레스숲쥐(Apomys zambalensis)는 필리핀 잠발레스산맥에 고유한 설치류 종이다.

## 같이 보기
- 필리핀의 화산 목록
  - 필리핀의 활화산 목록
  - 필리핀의 잠재적 활화산 목록
  - 필리핀의 비활성 화산 목록
- 사망자 수에 따른 화산 분화 목록
- 지구 화산 활동 연표

## 참고 문헌
- Chakraborty P,  외. (2009). 《화산 중규모 저기압》 (PDF). 《네이처》 458. 495–500쪽. Bibcode:2009Natur.458..497C. doi:10.1038/nature07866. PMID 19325632. S2CID 1129142.[깨진 링크(과거 내용 찾기)]
- 데커, R. 및 데커, B. (1997) 화산, 3판, WH 프리먼, 뉴욕.
- 매코믹, M. 패트릭;  외. (1995). 《피나투보산 분화의 대기 효과》. 《네이처》 373. 399–404쪽. Bibcode:1995Natur.373..399M. doi:10.1038/373399a0. S2CID 46437912.
- 란투치, 조반니 (1994). 《필리핀의 지질 재해: 1990년 7월 지진과 1991년 6월 피나투보산 분화. 설명, 영향 및 교훈》. 필리핀 화산 지진학 연구소 (PHIVOLCS). ISBN 978-0-7881-2075-6. 2020년 8월 6일에 원본 문서에서 보존된 문서. 2009년 8월 15일에 확인함.
- 레일리, 벤자민 (2009). 《재난과 인간 역사: 자연, 사회, 재앙의 사례 연구》. 맥팔랜드. ISBN 978-0-7864-3655-2. 2014년 1월 3일에 원본 문서에서 보존된 문서. 2016년 9월 24일에 확인함.
- 셀프 S.; 자오, 징샤; 홀라섹, R.E.; 토레스, R.C.; 킹, A.J. (1998).  뉴홀, C.G.; 푸농바얀, R.S., 편집. 《불과 진흙, 필리핀 피나투보산의 분화와 화산이류》. 워싱턴: 스미스소니언 협회 – 글로벌 화산 프로그램. 1126쪽. 2017년 11월 17일에 원본 문서에서 보존된 문서. 2010년 4월 21일에 확인함. 1991년 피나투보산 분화의 대기 영향
- 스카이예트, B.; 에반스, B. W. (1999). 《1991년 6월 15일 피나투보산 분화. I. 다사이트 마그마의 상 평형 및 분화 전 P-T-fO2-fH2O 조건》. 《암석학 저널》 40. 381–411쪽. Bibcode:1999JPet...40..381S. doi:10.1093/petroj/40.3.381.
- 스티맥, 제임스 A.; 고프, 프레이저; 카운스, 데일; 라로크, 아드리엔 C. L.; 힐튼, 데이비드 R.; 모겐스턴, 우베 (2004). 《필리핀 피나투보산의 분화구 호수와 열수 시스템: 분화 후 10년간의 진화》. 《화산학회보》 66. 149–167쪽. Bibcode:2004BVol...66..149S. doi:10.1007/s00445-003-0300-3. S2CID 128408824.
- 위즈너, 마르틴 G.; 베첼, 안드레아스; 카타네, 산드라 G.; 리스타코, 에디 L.; 미라부에노, 한나 T. (2004). 《남중국해 1991년 피나투보산 테프라층의 입자 크기, 면적 두께 분포 및 퇴적물 조절 인자》. 《화산학회보》 66. 226–242쪽. Bibcode:2004BVol...66..226W. doi:10.1007/s00445-003-0306-x. S2CID 128818475.
- 돗, S. 피나투보산 안전.